# Abborrtjärnen (Lima socken, Dalarna, 674256-135985)
Abborrtjärnen är en sjö i Malung-Sälens kommun i Dalarna och ingår i Göta älvs huvudavrinningsområde.